# 와인셀러

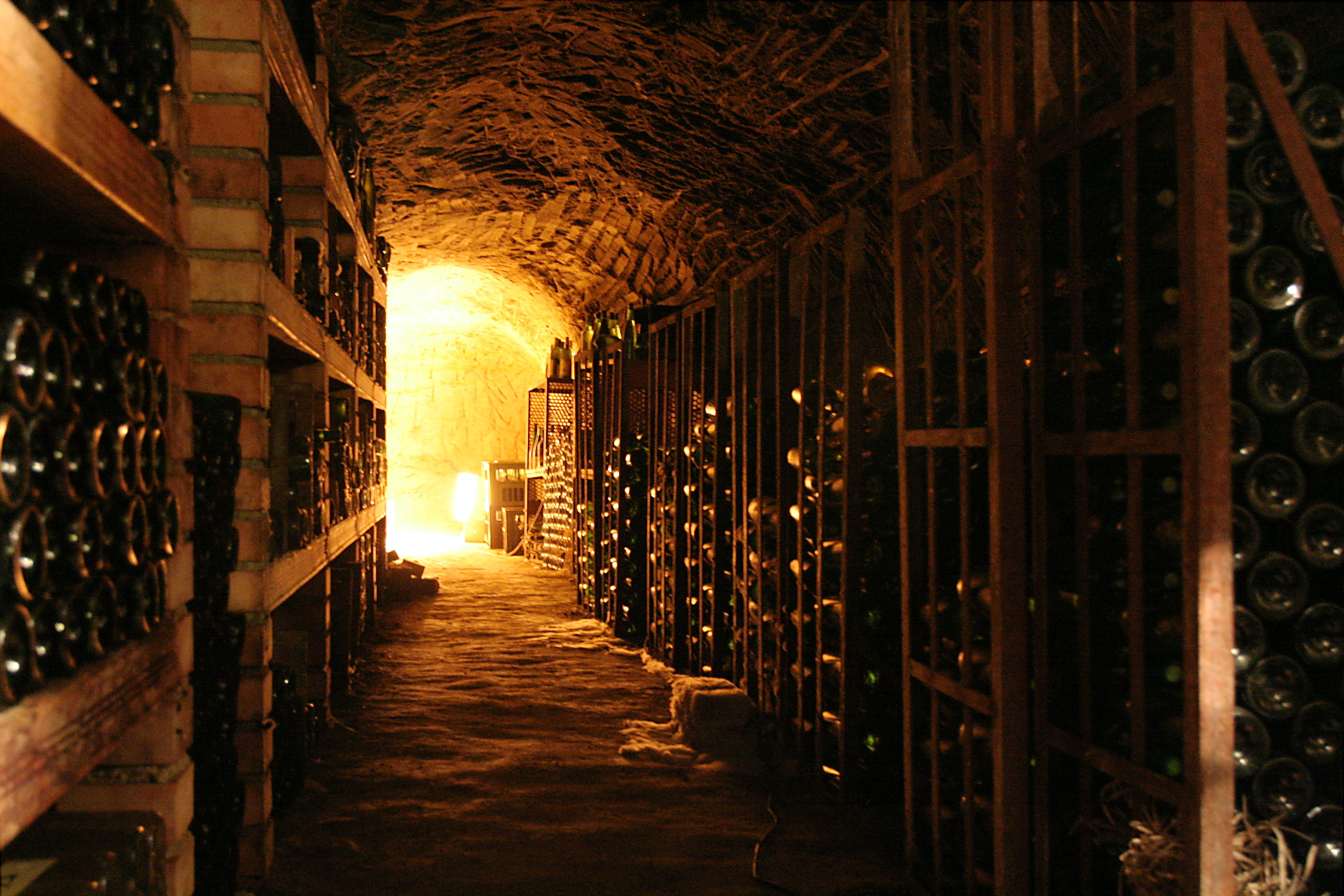
체코 흐발로비체의 와인셀러.

와인셀러(Wine cellar)는 와인병이나 통에 담긴 포도주를 보관하는 공간이며, 드물게는 카보이, 암포라, 플라스틱 컨테이너에 담긴 와인을 보관하는 곳이다. 능동형 와인셀러에서는 온도와 습도와 같은 중요한 요소들이 기후 조절 시스템에 의해 유지된다. 이와 달리 수동형 와인셀러는 기후 조절이 되지 않으며, 보통 온도의 변동을 줄이기 위해 지하에 건설된다. 지상에 있는 와인셀러를 흔히 와인룸이라고 부르는 반면, 작은 와인셀러를 와인 클로셋이라고 부르기도 한다. 중세 시대의 대저택에서 와인의 보관, 관리 및 서비스를 담당하는 가정 부서를 버터리라고 불렀다. 대형 와인셀러의 역사는 3,700년 이상 전으로 거슬러 올라간다.

## 목적
와인셀러는 어둠, 일정한 온도 및 일정한 습도를 제공하여 잠재적으로 해로운 외부 영향으로부터 와인을 보호한다. 와인은 과일이 발효되며 만들어지기에 자연적이고 부패하기 쉬운 식품이다. 열, 빛, 진동 또는 온도와 습도의 변동에 노출된 채로 놔두면 모든 종류의 와인이 상할 수 있다. 적절하게 보관되면 와인은 품질을 유지할 뿐만 아니라 많은 와인이 숙성되면서 실제로 향, 풍미 및 복잡성이 향상된다. 설탕과 알코올 수준에 따라 와인은 온도 변화에 다소 민감하며 알코올 및 설탕 함량이 높은 와인은 온도 변화에 덜 민감하다.

## 온도
와인은 어떤 변화든 점진적인 한 7–18 °C (45–64 °F) 사이에서 만족스럽게 보관될 수 있다. 프랑스에서 와인을 보관하는 동굴에서 발견되는 것과 같은 13 °C (55 °F)의 온도는 와인을 단기적으로 보관하거나 장기적으로 숙성시키는 데 이상적이다. 와인은 일반적으로 높은 온도에서보다 낮은 온도에서 다르게 그리고 더 천천히 숙성된다. 온도 변동이 14도 또는 그 이상으로 커질 때, 와인이 코르크를 통해 숨을 쉬게 하고 이것은 숙성 과정을 상당히 빠르게 한다. 10–14 °C (50–57 °F) 사이에서 와인은 정상적으로 숙성된다.

## 능동형과 수동형
와인셀러는 능동형 또는 수동형 냉각형 중 어느 하나일 수 있다. 능동형 와인셀러는 단열성이 뛰어나고 적절하게 구성될 필요가 있다. 이들은 원하는 온도 및 습도를 유지하기 위해 전문화된 와인셀러 냉난방 시스템을 필요로 한다. 매우 건조한 기후에서 공기를 능동적으로 가습하는 것이 필요할 수 있지만 대부분의 영역에서 이것은 필요하지 않다. 수동형 와인셀러는 계절 및 주행 온도 변화가 경미한 자연적으로 시원하고 습한 지역, 예를 들어 온대 기후의 지하실에 위치해야 한다. 수동형 와인셀러는 예측 가능성이 적을 수 있지만 작동하는 데 비용이 전혀 들지 않으며 정전의 영향을 받지 않는다.

## 습도
일부 와인 전문가들은 적절한 와인 보관을 위해 습도의 중요성에 대해 논쟁한다. 와인 스펙테이터에서 작가 맷 크레이머는 병 안의 상대 습도가 사용된 마개나 병의 방향에 관계없이 100%를 유지한다고 주장하는 프랑스 연구에 주목했다. 그러나 알렉시스 리친은 낮은 습도는 유기농 코르크들을 조기에 건조하게 할 수 있기 때문에 문제가 될 수 있다고 말하며, 원하는 습도를 유지하기 위해 1인치 (2.5 cm) 바닥을 덮고 있는 자갈에 약간의 물을 뿌릴 것을 권장한다.

## 갤러리

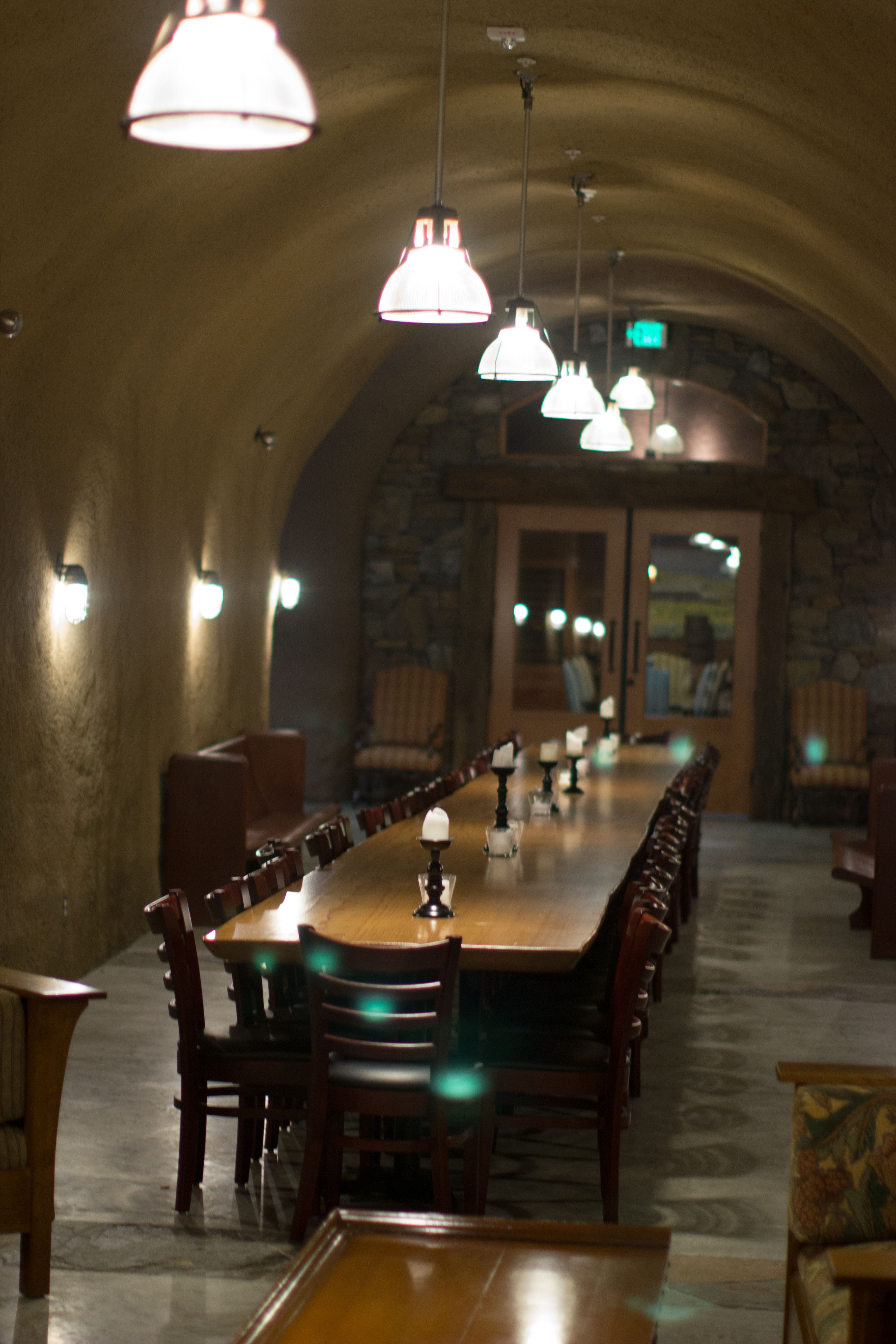
소노마 와인셀러에서 술을 마시고 모일 수 있는 테이블
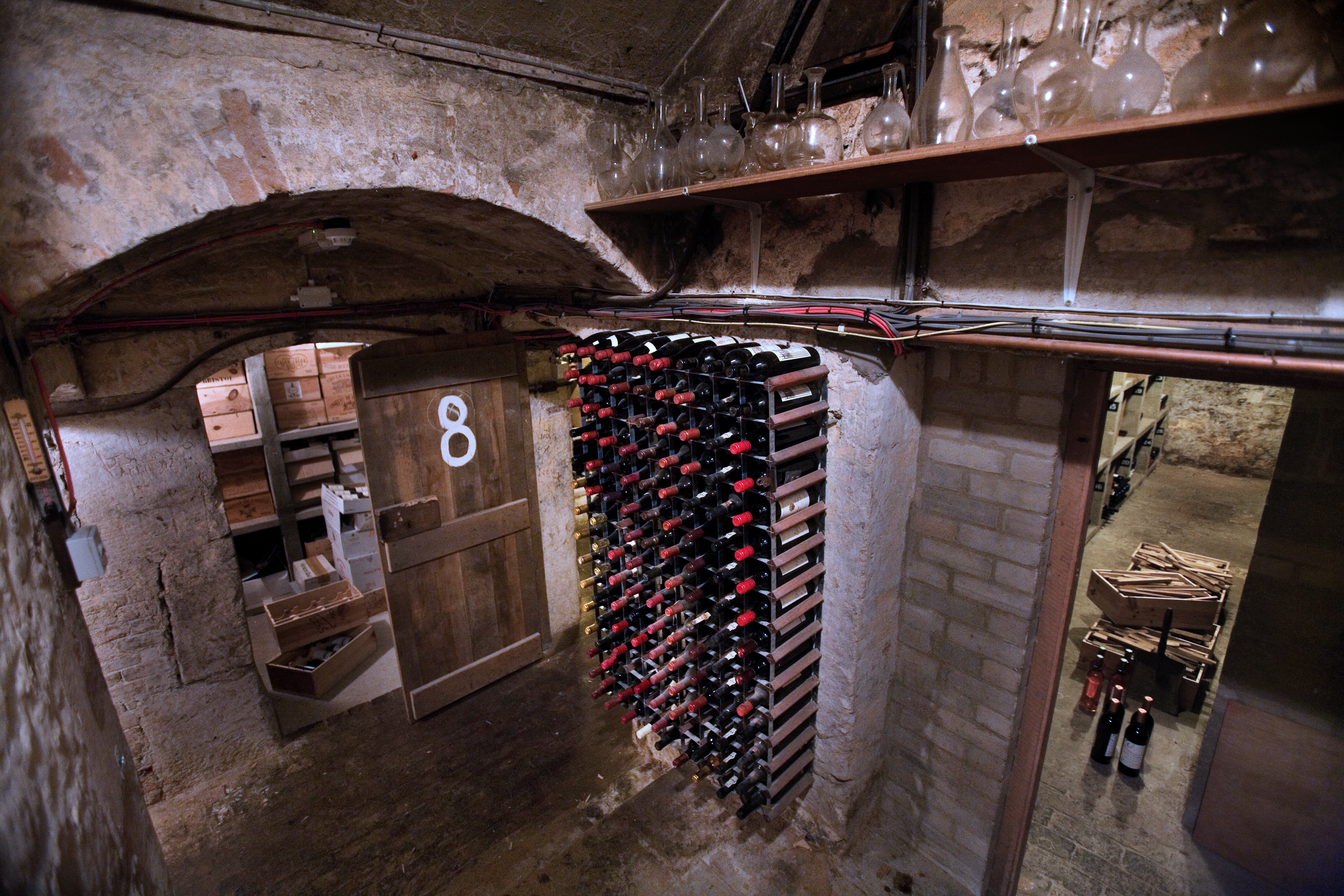
옥스퍼드 지저스 칼리지의 와인셀러에 보관된 와인병들
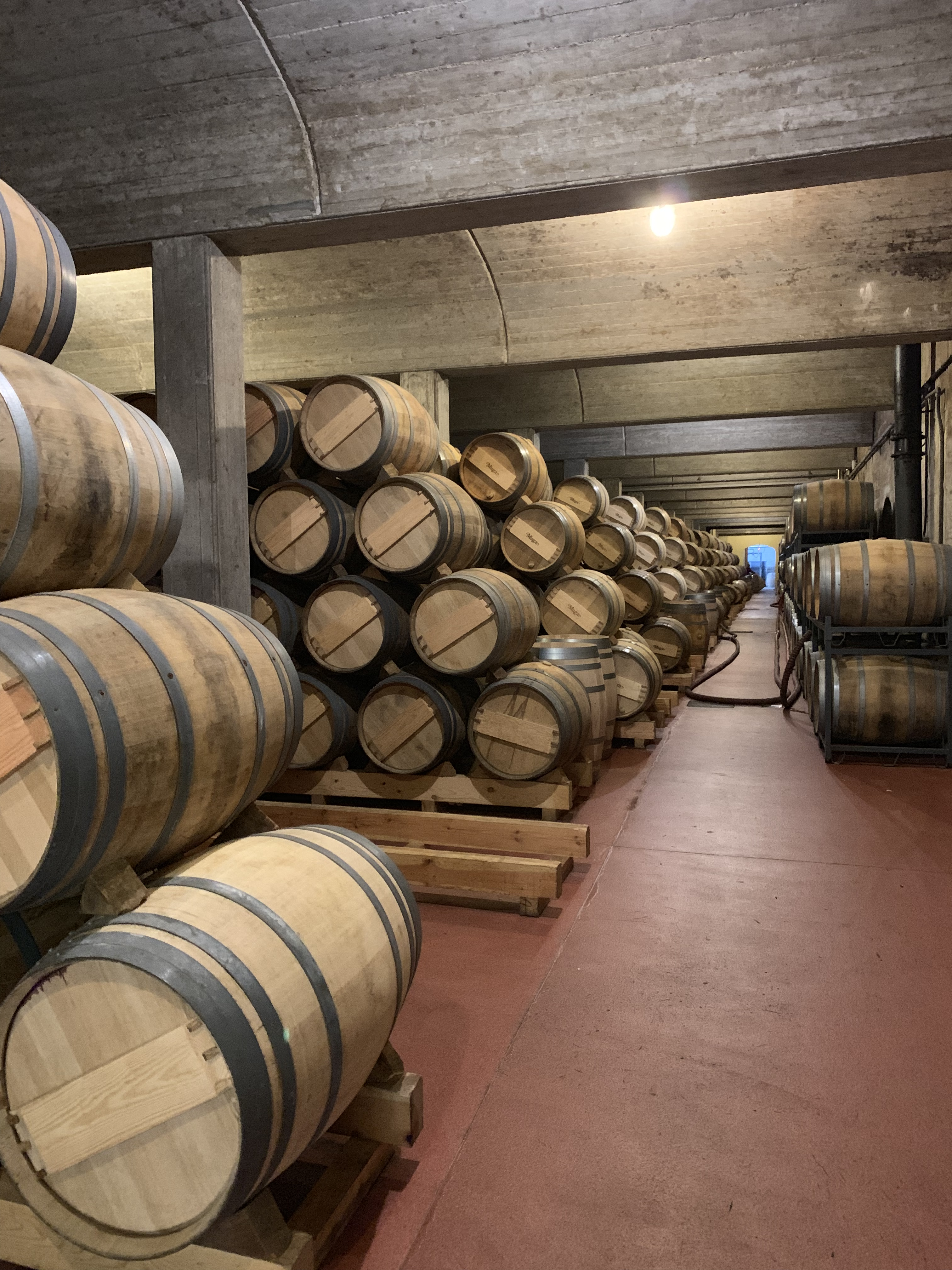
스페인 하로의 무가 와인셀러
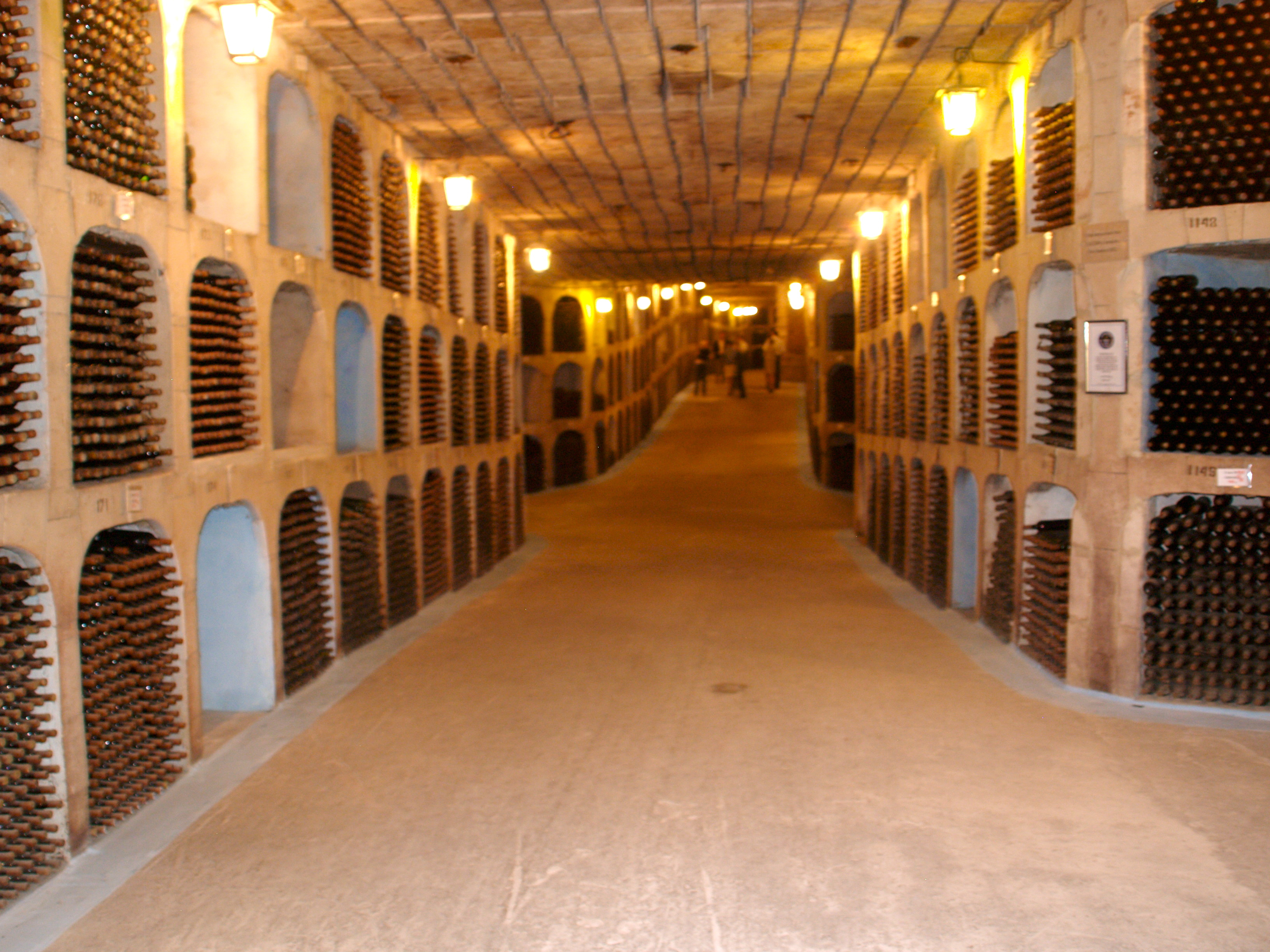
밀레슈티 미치에는 세계에서 가장 큰 와인셀러를 가지고 있다.
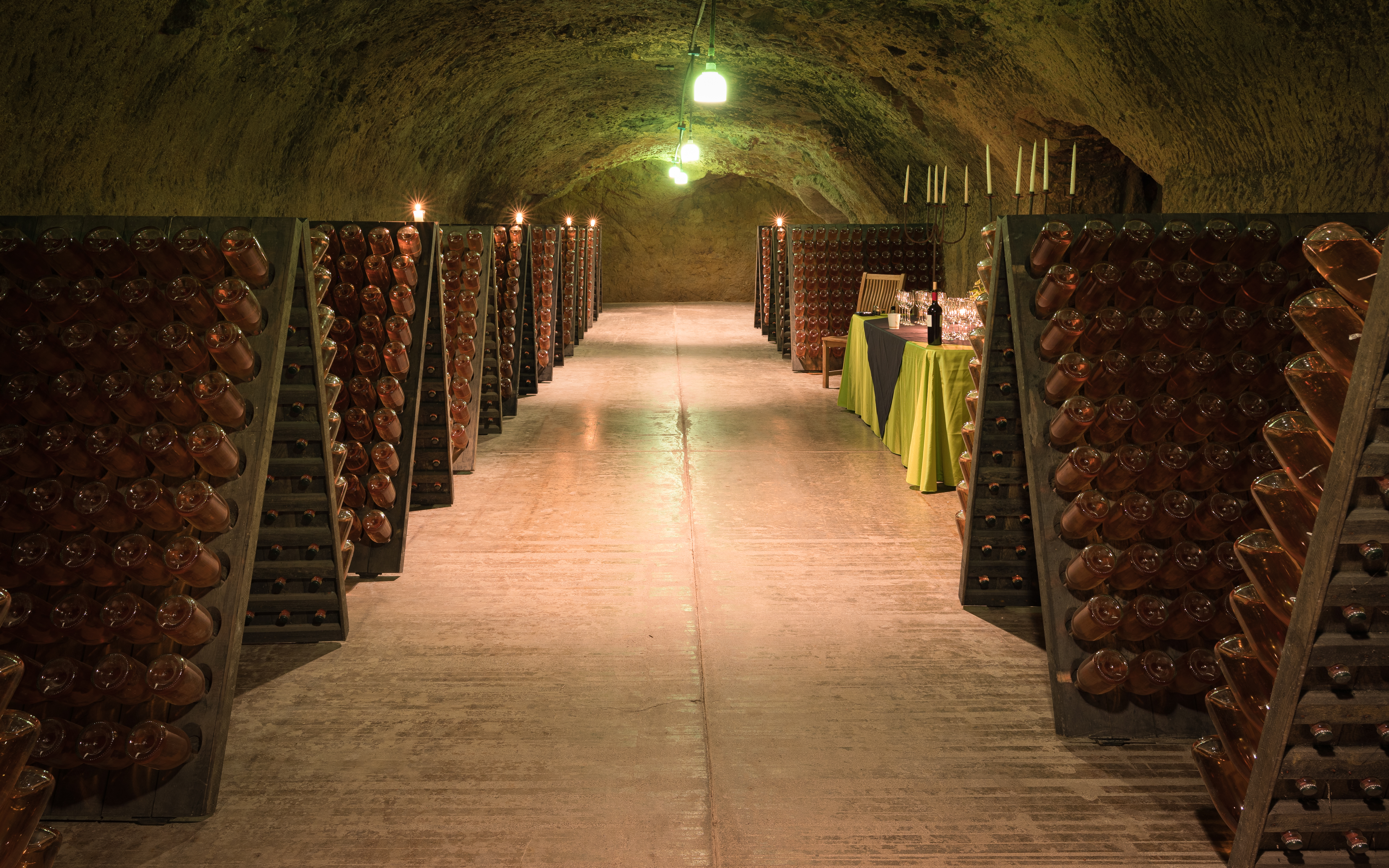
나파 슈람스버그 포도원의 와인셀러
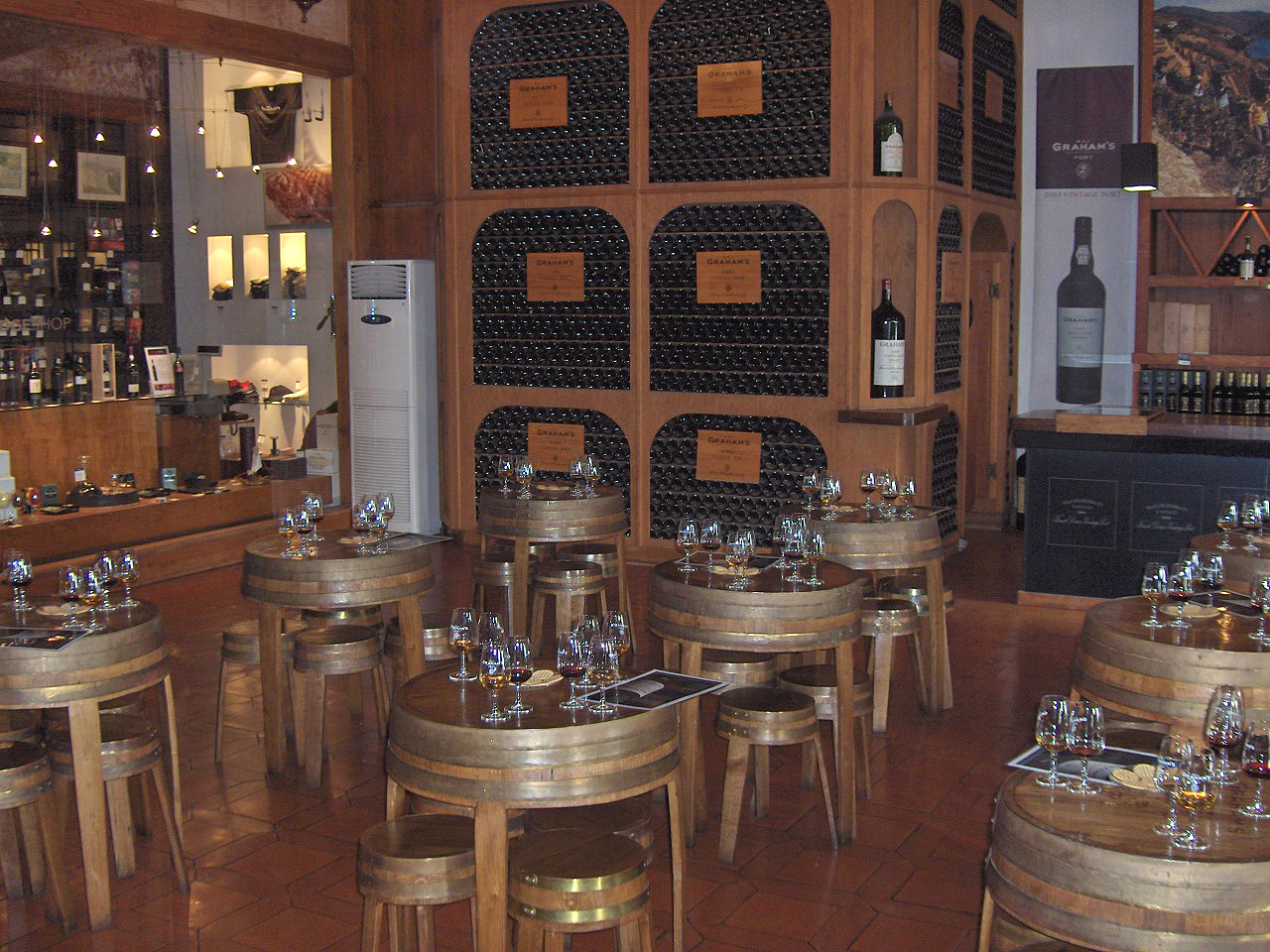
생산자의 와인셀러에 있는 포르투 와인 시음실
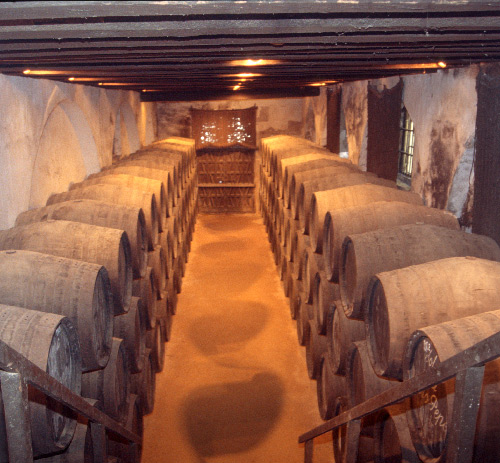
지상의 셰리셀러
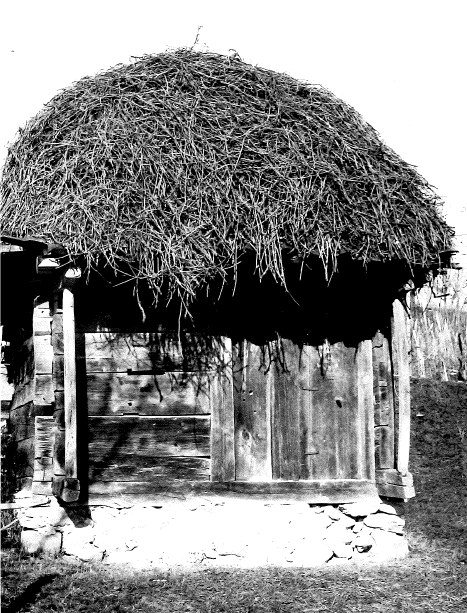
룬쿠 - 루마니아에 있는 와인셀러

## 같이 보기
- 포도주 숙성